# Гравець (теорія ігор)
Гравець у теорії ігор — раціональний індивід, що має зацікавленість у результаті гри й можливості впливати на нього.
Раціональність гравця в даному визначенні означає, що він володіє деякою узгодженою системою переваг на результатах гри, незмінною на всьому її протязі і вибирає свої дії з метою досягнення найкращого, з точки зору цієї системи, результату, використовуючи всю наявну в його розпорядженні інформацію. При цьому під узгодженістю системи переваг розуміється, що вона представима, щонайменше, частковим порядком, тобто для пари результатів гри індивід може вказати, чи є один кращий за інший або вони для нього байдужі.
Зацікавленість гравця в результаті гри означає, що не всі наслідки однаково добрі для гравця, тобто він має стимули до вибору деякої їх підмножини.
Наявність можливостей впливу на результат гри полягає в тому, що гравець може своїми діями, щонайменше, частково впливати на те, який результат буде реалізований. Як правило, можливості гравців моделюються в задачі теорії ігор за допомогою множин їх стратегій. У простій статичній постановці некооперативної гри, її результат (ситуація) є набором стратегій, обраних усіма гравцями.